# Ligusticopsis likiangensis
Ligusticopsis likiangensis är en växtart i släktet Ligusticopsis och familjen flockblommiga växter.
Arten är en perenn ört som förekommer i västra Sichuan och nordvästra Yunnan i Kina. Den beskrevs först som Pleurospermum likiangense av Hermann Wolff 1929, och fick sitt nu gällande namn av Tatiana Lavrova och Jevgenij Kljujkov 1994.